# اتم (زمان)
اتم که در واقع به صورت اَ-تُم است در زبان یونانی به معنی بخش ناپذیر است و اشاره به کوچک‌ترین یکای زمان دارد.

## پیشینه
کهن‌ترین اشاره ای که به عبارت اتم به عنوان کوچک‌ترین یکای زمان دارد مربوط به عهد جدید به زبان یونانی است که کوچک‌ترین یکای زمان را برابر با یک پلک زدن و برابر با یک اتم می‌داند. اما کهن‌ترین کاربرد آن در زبان انگلیسی مربوط به یک نوشتهٔ علمی در بازهٔ سال‌های ۱۰۱۰ تا ۱۰۱۲ میلادی است که یک اتم برابر با ۱/۵۶۴ لحظه در نظر گرفته شده‌است. از این یکا در محاسبهٔ تاریخ دقیق عید پاک در تقویم استفاده شده بود.